# OFFNews.bg
OFFNews.bg e български новинарски сайт.
Базиран е в София, България, и е създаден през 2011 г.
Публикува новини от България, света, интервюта, анализи, коментари, разследвания, видео съдържание.
Негов създател и главен редактор е Владимир Йончев. Издател е „Офф медия“ АД.
OFFNews.bg има собствен журналистически екип, както и авторитетни външни автори, сред които Евгений Дайнов, Здравка Евтимова, Ивайло Цветков Нойзи, Венци Мицов, Ивайло Дичев, Деян Енев, д-р Тони Филипов, Владимир Каролев и др.
OFFNews.bg е сред най-популярните български медии за онлайн новини и има силно присъствие в дигиталните платформи Facebook, YouTube, X, Instagram и Threads.
В портфолиото на „Офф медия“ АД влизат също сайтовете nauka.offnews.bg, tech.offnews.bg, както и форумът offroad-bulgaria.com.